# Zlatni rog
Zlatni rog (na grčkom,Χρυσοκερας latinično: Khrysokeras ili Chrysoceras, doslovno "Zlatni rog," na turskom, Haliç), je rukavac koji razdvaja stari dio Istanbula (Carigrad) od njegovog modernog dijela.  
Stari Istanbul je smješten na poluotoku formiranom između Mramornog mora i Zlatnog roga.  Na svom širokom ušću u Bospor i Mramorno more, Zlatni rog ima duboku prirodnu luku.  Na ovom poluotoku su se prvobitno nastanili stari Grci, uspostavljajući koloniju i podižući grad Bizantion, koji će kasnije postati Konstantinopol, i konačno Istanbul.
Nakon pada Carigrada, grčki građani i ostali pravoslavni krišćani, Židovi, talijanski trgovci i drugo nemuslimansko stanovništvo počeli su se nastanjivati i živjeti duž Zlatnog roga, u četvrtima Fener i Balat.
Prvi most preko Zlatnog roga, Galata most, podignut je 1836. godine, tako povezujući Stari Istanbul s Galatom, četvrti na suprotnoj strani Roga. 